# Tetsu Ikuzawa
Tetsu Ikuzawa (jap. 生沢徹 Ikuzawa Tetsu; ur. 21 sierpnia 1942 w Tokio) – japoński kierowca wyścigowy.

## Kariera
Ikuzawa rozpoczął karierę w międzynarodowych wyścigach samochodowych w 1966 roku od startów w Brytyjskiej Formule 3 BRSCC Les Leston, gdzie jednak nie zdobywał punktów. W późniejszych latach Japończyk pojawiał się także w stawce Formuła 3 - Holts Trophy, Formuła 3 - E.R. Hall Trophy, Coupe du Salon, Formuła 3 - Hämeenlinna Ajot, Sveriges Grand Prix, Guards International Trophy, Europejskiego Pucharu Formuły 3, Plessey Trophy, Mantorp Park Formula 2 Trophy, Trophée de France Formule 2, Grand Prix de Rouen-les-Essarts, Grote Prijs van Limborg, Europejskiej Formuły 2, Formuła 2 - Rothmans International Trophy, Swedish Gold Cup, Speed International Trophy, 24-godzinnego wyścigu Le Mans, Japońskiej Formuły 2000 oraz World Challenge for Endurance Drivers.
W Europejskiej Formule 2 Japończyk startował w latach 1970-1973. W pierwszym sezonie startów podczas pierwszego wyścigu na torze Hockenheimring stanął na drugim stopniu podium. Z dorobkiem dziewięciu punktów uplasował się na ósmej pozycji w klasyfikacji generalnej. W późniejszych latach nie zdobywał punktów.